# Pražské komunikace
Pražské komunikace byl komunální, koncernový a poté státní podnik v hlavním městě Praze. Byl zřízen 1. dubna 1963 a jeho hlavními činnostmi byla správa a údržba pozemních komunikací a komplexní systém sběru a zpracování odpadu v hlavním městě Praze. V letech 1977–1989 byly koncernovým podnikem Dopravního podniku hl. m. Prahy. V roce 1994 byly v rámci privatizace transformovány v akciovou společnost Pražské služby, z Pražských komunikací byla předtím opakovaně vyčleněna Technická správa komunikací hl. m. Prahy. Z obchodního rejstříku byly Pražské komunikace po likvidaci vymazány v roce 2006. 

## Historie
Po roce 1945 byla správa komunálního hospodářství, mostů, přívozů, koupališť, fontán i věžních hodin řízena Ústředním národním výborem hlavního města Prahy.
Zřizovací listinou z 15. dubna 1949 vznikly Technické služby hl. m. Prahy jako komunální podnik. Roku 1951 vznikl podnik Čistění města, který měl tři základní provozy: čištění města a odvoz odpadu, provoz speciálních dílen a závod Spalovna Vysočany.
1. dubna 1963 byl zřízen podnik Pražské komunikace, do nějž bylo nově začleněno i známé pražské družstvo dlaždičů Lastra. V roce 1965 byla vysočanská spalovna převedena do komunálního podniku Pražské teplárny.  V roce 1976 měly Pražské komunikace přes 2600 zaměstnanců a členily se na šest závodů.
K 1. červenci 1967 byla z Pražských komunikací poprvé vyčleněna Technická správa komunikací hl. m. Prahy jako samostatná organizace. V roce 1977 se Pražské komunikace staly součástí Dopravního podniku hl. m. Prahy, koncernového podniku, paralelně s ním se stala součástí DPP i Technická správa komunikací jako koncernová účelová organizace, dokud nebyla v roce 1987 TSK zrušena a činnosti týkající se správy komunikací, dopravního značení a zeleně začleněny v rámci DPP zpět do Pražských komunikací, zatímco odborná správa mostů, tunelů a kolektorů přešla do nově vytvořeného Závodu inženýrských objektů (ZIO). K 1. červenci 1989 pak byla TSK znovu vyčleněna, resp. transformována v samostatnou příspěvkovou organizaci města. 
K 1. listopadu 1989 byl kombinát Pražské komunikace vyčleněn z DPP jako samostatný státní podnik, podle obchodního rejstříku vznikl státní podnik Pražské komunikace ke dni 3. července 1989 na základě zakládací listiny vydané Národním výborem hlavního města Prahy dne 29. června 1989 pod č. 13/15/P. 
Roku 1994 transformací státního podniku Pražské komunikace vznikla akciová společnost Pražské služby.  Státní podnik Pražské komunikace byl rozhodnutím Ministerstva pro správu národního majetku a jeho privatizaci ČR ze 30. září 1993 privatizován metodou vložení privatizovaného majetku do akciové společnosti s následujícím rozdělením akcií: 61 % bezúplatný převod na hl. město Prahu za podmínky zabezpečení dostavby spalovny Malešice a zabezpečení jejího následného provozu, 34 % kuponová privatizace, 3 % Restituční investiční fond, 1 % Nadační investiční fond, 1 % dočasně ponecháno ve vlastnictví FNM pro případné restituce. Podkladem byl privatizační projekt předložený vedením podniku. Původní privatizační projekt a prakticky všechny konkurenční privatizační projekty předpokládaly vyčlenění spalovny Malešice do samostatného podniku, avšak tyto varianty byly zamítnuty, protože rozestavěná stavba, před privatizaci financovaná ze státního rozpočtu, v době privatizace nebyla schopna samostatné ekonomické existence a nemohla být proto privatizována jako samostatná jednotka. Nebyly schváleny ani privatizační projekty, které eliminovaly přímý vlastnický vliv hlavního města Prahy, neboť na podniku se základním předmětem činnosti, který přímo ovlivňuje ekologii města a zajišťuje základní funkce vymezené zákonem o odpadech a obecním zřízení, by město mělo mít podle stanoviska ministerstva přímou účast. Ministrova odpověď na interpelaci ovšem mimo jiné potvrzuje, že malešická spalovna byla zpočátku stavěna bez stavebního povolení a zčásti na cizích pozemcích podléhajícím nevypořádaným restitučním nárokům.
Definitivně vymazán z obchodního rejstříku byl státní podnik Pražské komunikace 4. listopadu 2006 po dořešení převodu majetku, restitučních nároků a vypořádání majetku neřešeného privatizačními a transformačními projekty.